# Sint Jansfeest
Het Sint Jansfeest begint na de zonsondergang van 23 juni, Sint Jansavond: de vooravond van de christelijke feestdag Sint Jansdag.
Het is de dag waarop de geboorte van de Johannes de Doper wordt herdacht. De profeet die de komst van een messias aankondigde in de persoon van Jezus, die hij later zou dopen. Uit Lukas 1:26–37 kan men concluderen dat Johannes zes maanden voor Jezus was geboren, dus zes maanden voor Kerstmis. Het is de reden, dat Sint Jansdag op 24 juni wordt gevierd. Het is een hoogfeest in de Katholieke Kerk.
Op Sint Jansavond zijn nog vele gebruiken, zoals vreugdevuren, die teruggaan op voor-christelijke midzomerfeesten die gehouden werden rond de zomerzonnewende.

## Gebruiken

### Processies

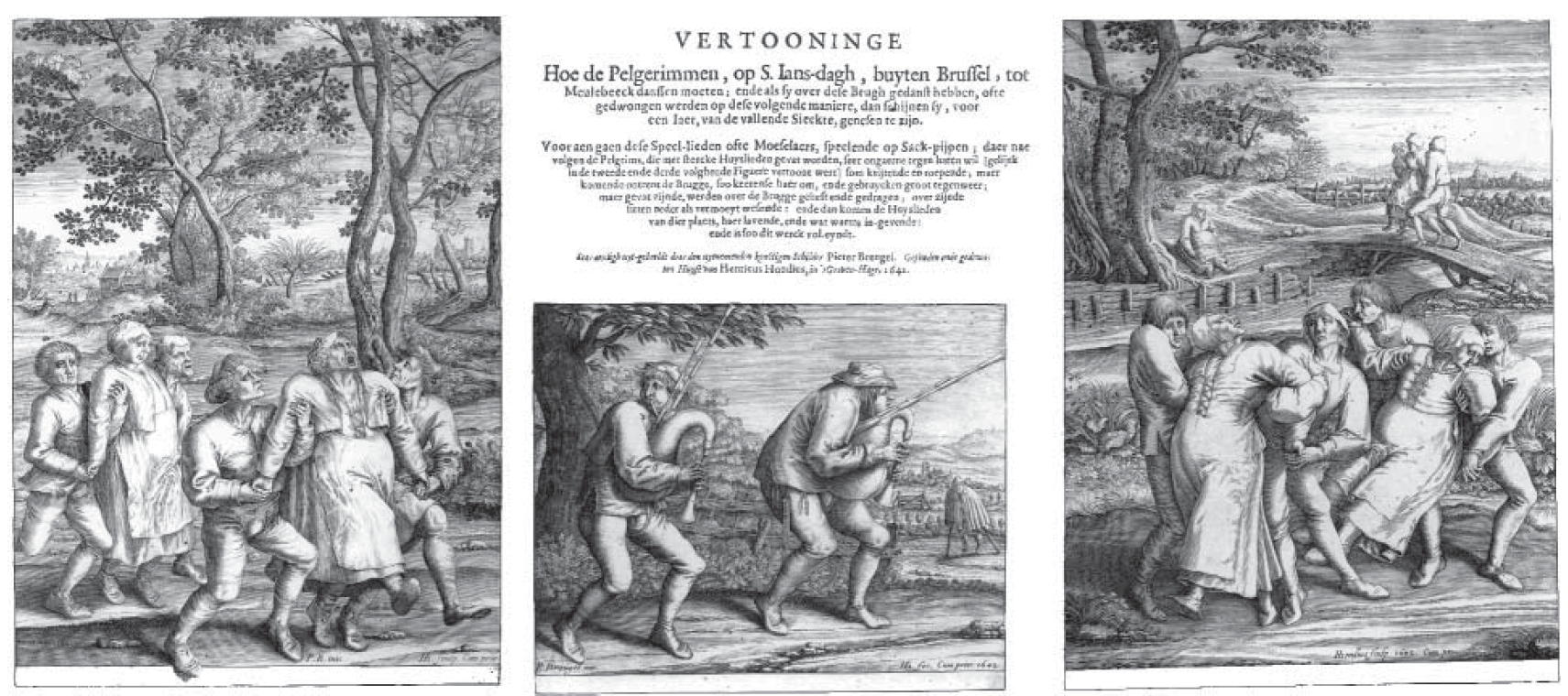
Hoe de Pelgerimmen, op s. Ians-dagh, buyten Brussel, tot Meulenbeeck danssen moeten, ende als sy over dese Brugh gedanst hebben, ofte gedwongen werden op dese volgende maniere, dan schijnen sy, voor een Iaer, van de vallende Sieckte, genesen te zijn. Vooraen gaen dese Speel-lieden ofte Moeselaers, speelende op Sack-pijpen; daer nac volgende Pelgrims, die met stercke Huyslieden gevat worden, seer ongaerne tegen haren wil [gelijck in de tweede ende derde volghende Figuere vertoont wert] som krijtende en roepende; maer komende ontrent de Brugge, soo keerense haerom, ende gebruycken groot tegenweer; maer gevat zijnde, werden over de Brugge geheft ende gedragen; over zijnde sitten neder als vermoeyt wesende: ende dan komen de Huyslieden van dier plaets, haer lavende, ende wat warms in-gevende: ende is soo dit werek vol-eyndt. Seer aerdigh uyt-gebeeldt door den uytnemenden konstigen schilder Pieter Breugel, gesneden ende gedruckt ten huyse van Henricus Hondius in ’s Graven-Hage 1642.

In België was een jaarlijkse processie van epileptici naar de Sint-Jan-de-Doperkerk van Molenbeek (bij Brussel). Ze moesten dansend over de brug om voor een jaar genezen te zijn van de "vallende sieckte". Omwoners brengen hen spijs en drank. De processie is op meerdere schilderijen afgebeeld.
Elk jaar vindt nog, op de eerste zondag na Sint-Jansdag (24 juni) een grote processie plaats in Onhaye die veel deelnemers trekt, ook van ver buiten het dorp. Aangezien Walhère van Onhaye om het leven is gekomen door een slag op het hoofd, wordt hij aangeroepen tegen hoofdpijn, en ook om het vee te beschermen. De processie trekt langs tal van kapelletjes en wegkruisen en daarna is er om 11 uur een plechtige Mis. Hierna vindt een kermis plaats in het dorp.
De kapel van Wolfsbarge was gewijd aan de Heilige Maagd Maria en werd daarom ook wel de Beatae Mariae Virginis-kapel genoemd. Nog in 1646 waren er restanten van de kapel voorhanden; ze werden ieder jaar op Sint Jansdag door gelovigen bezocht.
De jaarlijkse processie naar de kerk bij het Sint Janskerkhof in Laren vindt plaats rond de langste dag, op of rond de Sint Jansdag 24 juni.
Tal van ex voto's getuigen van de diverse aan de Kruisverering bij de Sint-Johannes de Doperkerk van Sprundel toegeschreven genezingen. Dat het feest niet enkel uit vroomheid bestond bleek uit de activiteiten eromheen. Nog in 1889 maakte de burgemeester daarom bekend dat op Sint-Jansdag alle vreemde liedjeszangers, orgeldraaiers, rijfelaars enz. streng geweerd zullen worden.
Begin 20e eeuw kwamen in Zwolle verschillende ouderwetse burgers samen in herberg De Halve Maan waarna één van hen zich verkleedde en vervolgens met een akervormige ketel door de stad liep. In deze ketel waren wortels verstopt die de verklede man naar de jeugd op straat toegooide. De jeugd op straat wierp vervolgens het wortelloof terug. Als de kinderen de man zagen aankomen zongen ze: Däor kümp Sint Jan, däor kümp Sint Jan, däor kümp Sint Jan, met et ketteltin an.

### Sint-Jansvuur
Het Sint-Jansvuur is zo een vreugdevuur, genoemd naar Johannes de Doper, dat in vroegere eeuwen deel uitmaakte van de midzomerfeesten en reeds sinds de voor-christelijke tijd in vrijwel alle landen van Europa op 23 of 24 juni werd ontstoken, wat in onder andere Beieren, Oostenrijk en de Sudeten nog vrij gebruikelijk is. In Nederland en België heeft het gebruik in enkele plaatsen en streken nog lang standgehouden (bijvoorbeeld in Herzele, Oost-Vlaanderen). In Huissen wordt het op de maandag na Sint Jansdag bij het spiegelgevecht tussen de gilden nog altijd ontstoken. Men schreef afweerkracht toe aan het Sint-Jansvuur; daarom werd het vee er wel doorheen gedreven. Men danste rond de vuren en sprong door het vuur.
Vaak verwijst de naam Sint-Jansberg naar een heuvel waar vroeger Sint-Jansvuren aangestoken werden.
Ook werden raderen in brand gestoken en van heuvels geduwd.

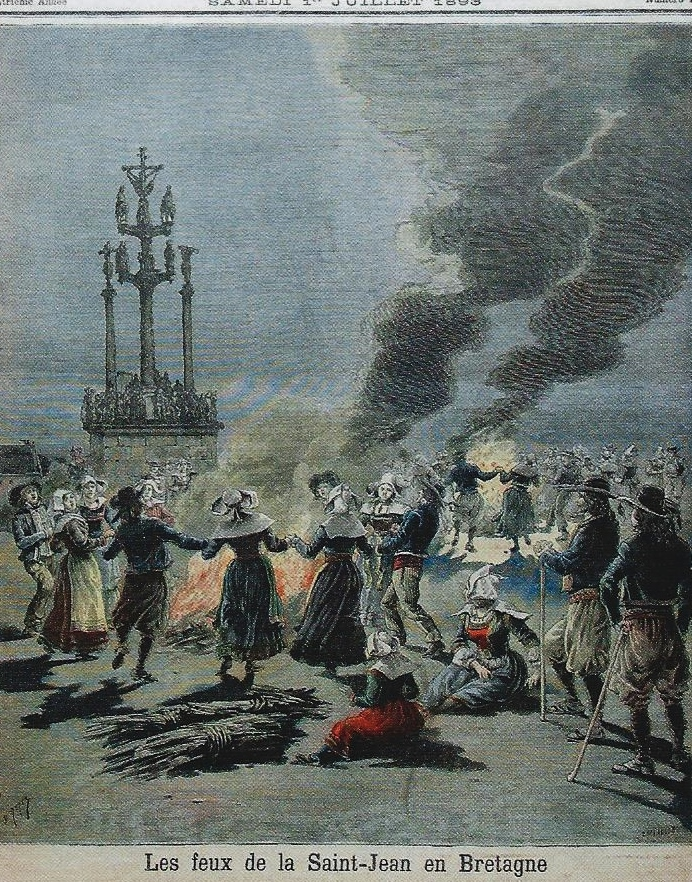
Dansen rond het vuur tijdens het feest van Sint Jan in Bretagne, 1893
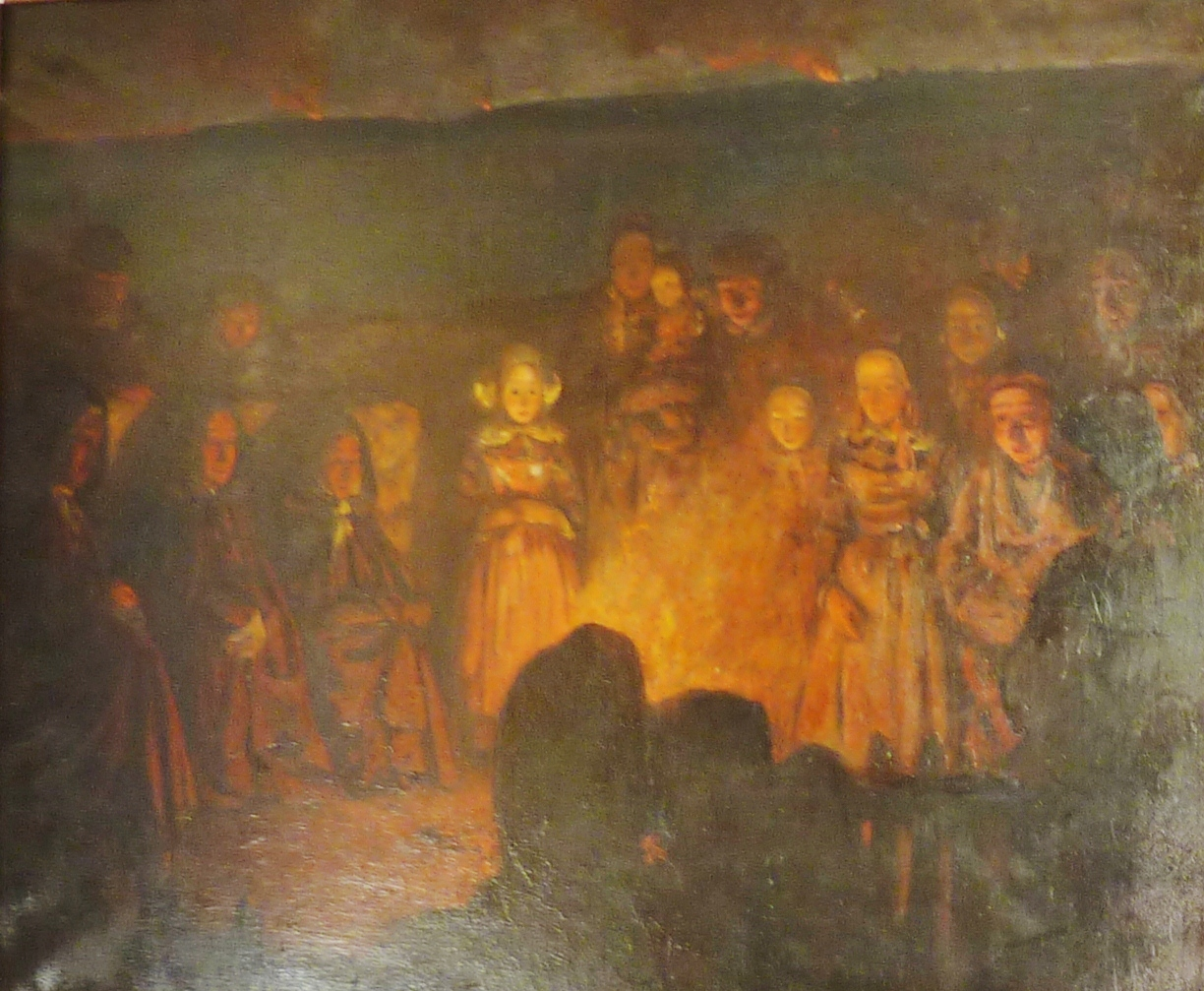
Vele vreugdevruren zijn te zien in de omgeving tijdens het feest van Sint Jan, Charles Cotet, 1901, Musée d'Orsay.
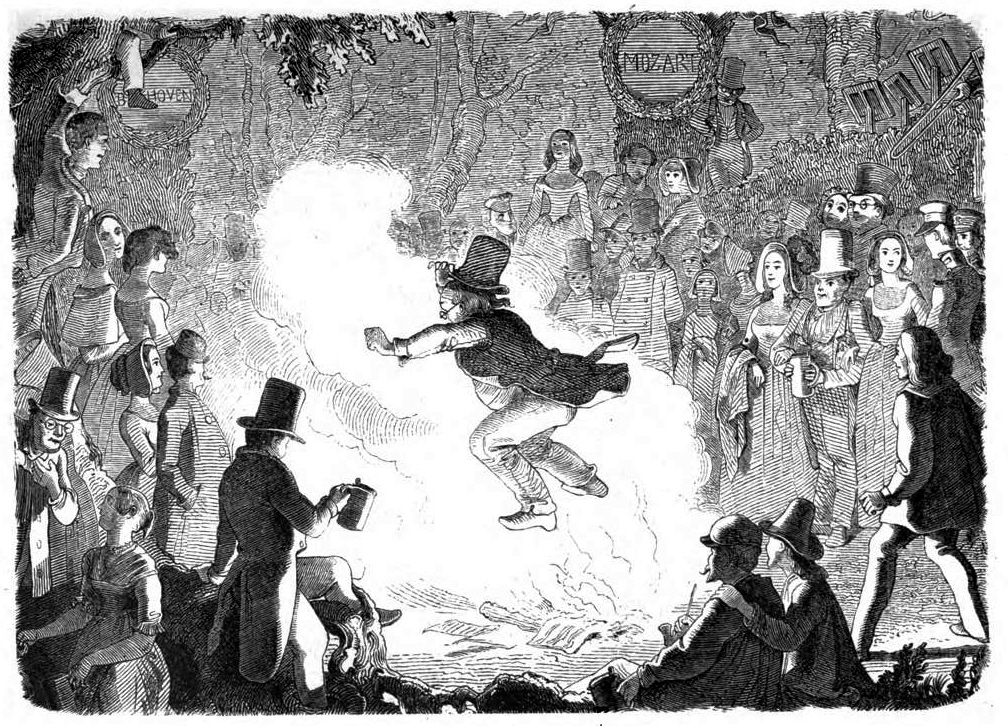
De Johannessprong, Das festliche Jahr in Sitten, Gebräuchen und Festen der germanischen Völker, 1863
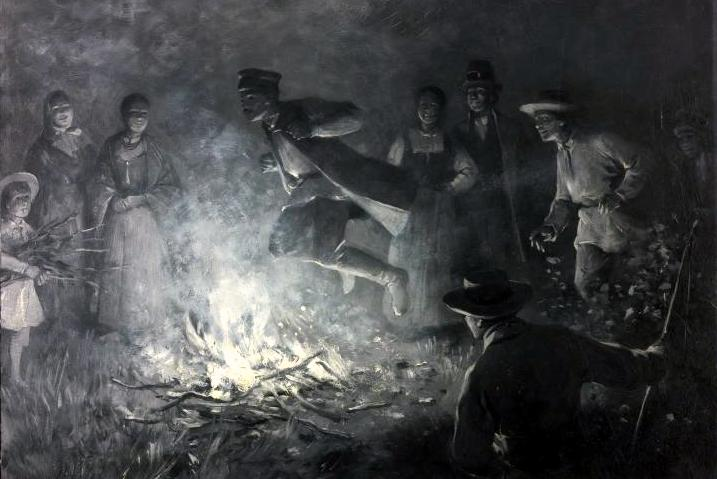
De sprong over het vuur, Zygmunt von Ajdukiewicz, voor 1898
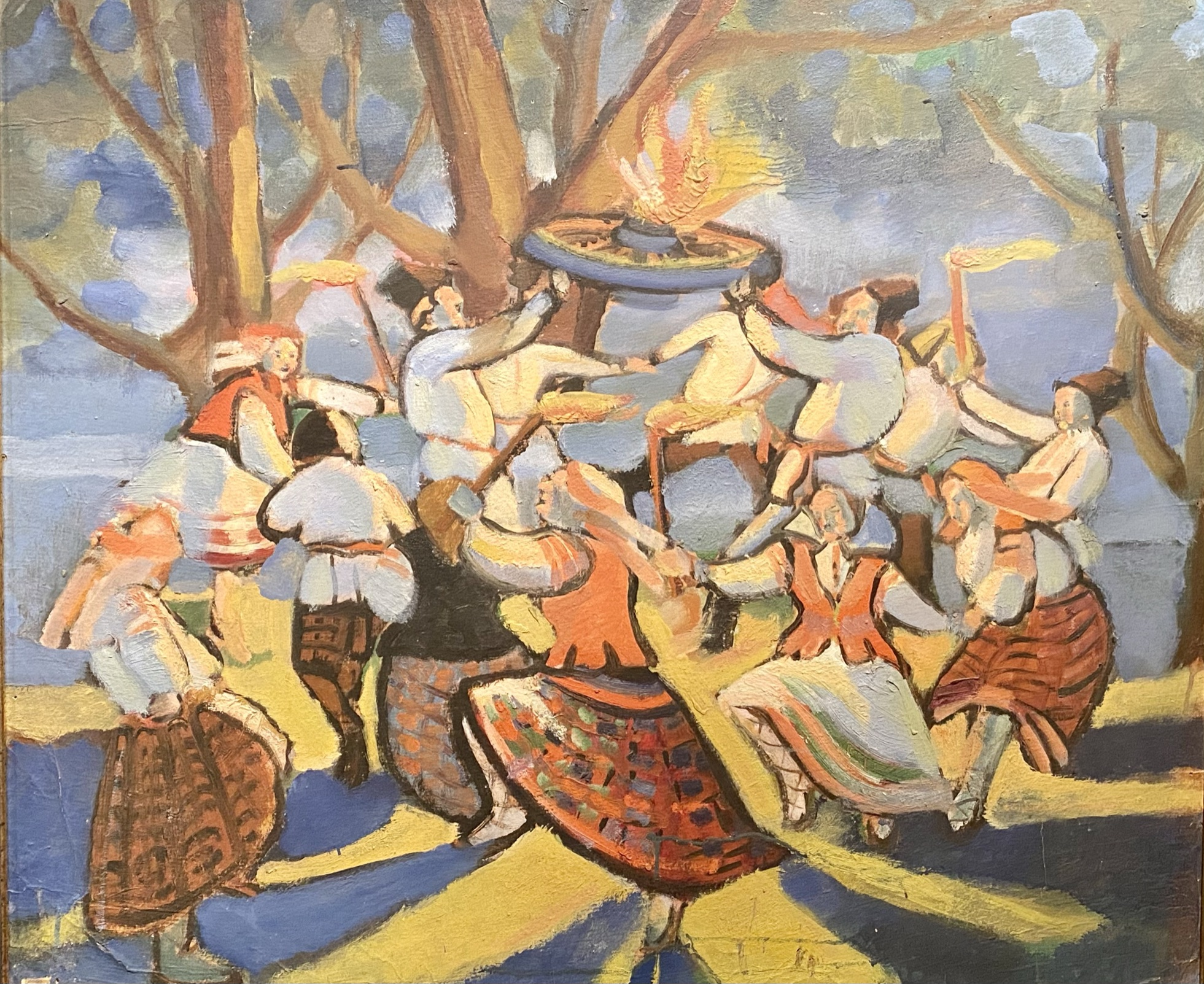
Midzomernacht met een brandend rad, Mikhail Filippovich, 1921-1922
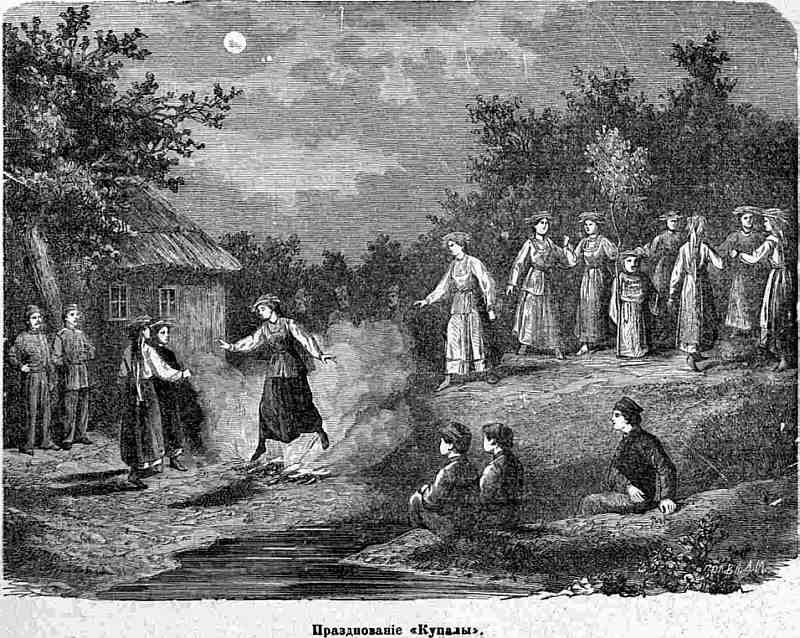
Springen door het vuur, 1897

### Katten/Heksenverbranding
Het ritueel van kattenverbranding was gebruikelijk in Europa in de middeleeuwen. Katten werden geassocieerd met ijdelheid en hekserij, ze werden soms verbrand als symbolen van de duivel. Het ritueel is beschreven in Baskenland, Frankrijk, Duitsland en Engeland. Tegenwoordig wordt het ritueel niet meer met echte katten gehouden en gebruikt men een speelgoedkat.
Ook mensen die van hekserij beschuldigd werden, werden verbrand boven het vuur.

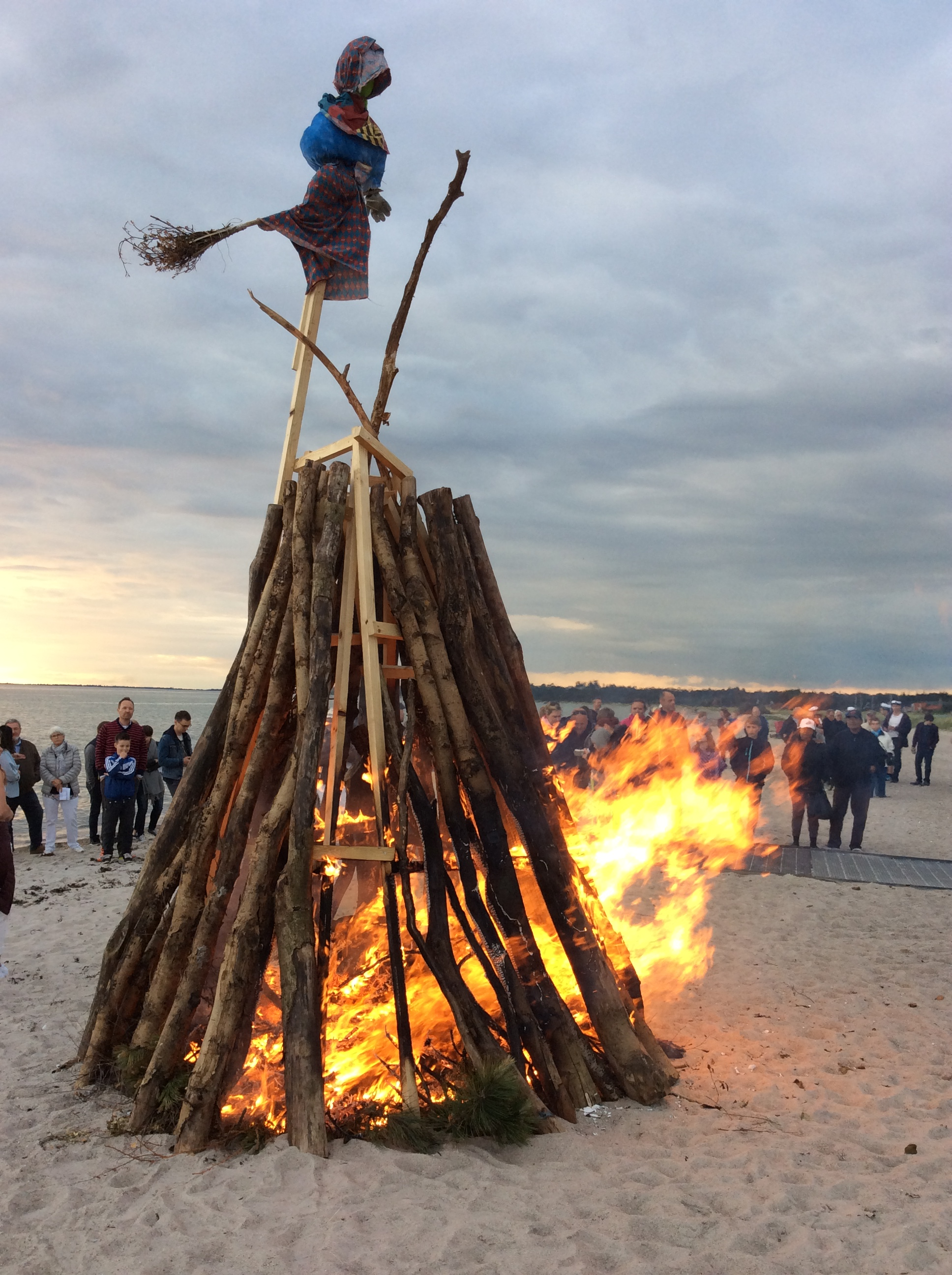
Vreugdevuur met een heks voor Sankthansaften, Stillinge Strand, Slagelse

### Bloemen plukken als afweermiddel

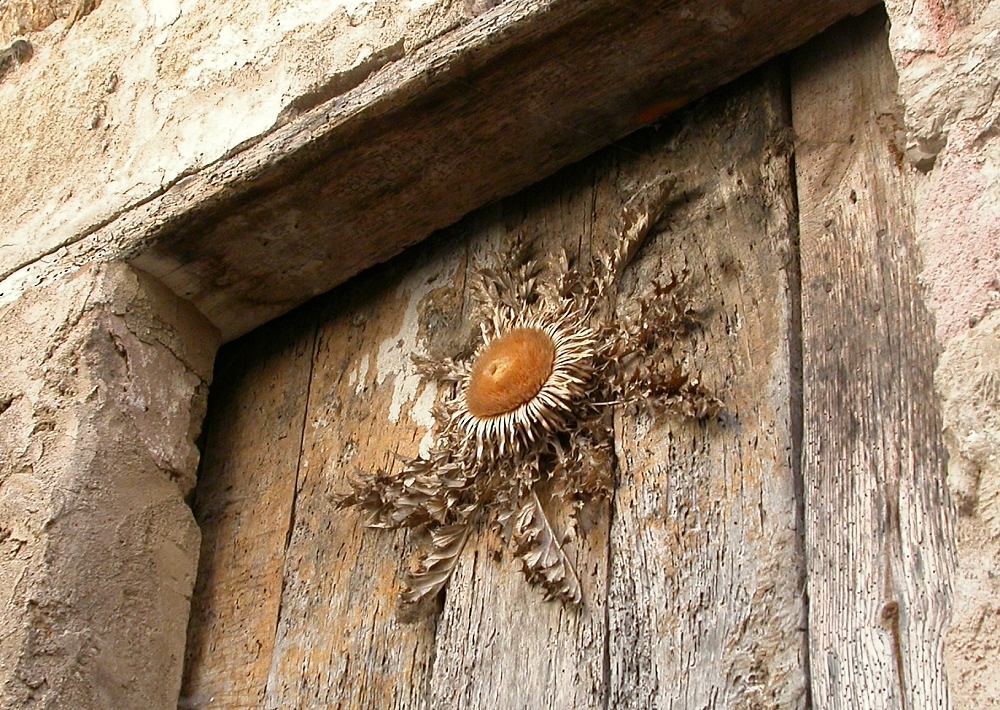
Eguzkilore op een deur

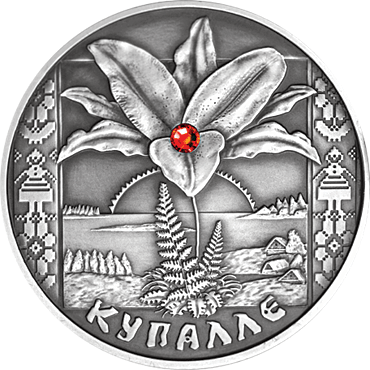
Zilveren munt met Fernybloem

Op Sint Jansdag worden bloemen geplukt waarvan men gelooft dat ze een beschermende werking hebben. Deze bloemen worden als afweermiddel tegen boze krachten gebruikt. De bijnaam "jaag den duvel" geeft aan dat sint-janskruid volgens overleveringen vroeger als afweerkruid werd gebruikt om zich te beschermen tegen hekserij, magie of andere mogelijke gevaren. In volksverhalen is ook Varenzaad bekend.
In Oerle wordt jaarlijks de Sint-Janstros bij voordeuren opgehangen. De Sint-Janstros is een boeket, bestaande uit kruiden, bloemen en bladeren die op St. Jansdag geplukt zijn. De tros bestaat minimaal uit bladeren van de notenboom, korenbloem en het Sint-Janskruid. Het beschermt volgens het volksgeloof tegen blikseminslag, ziekte, brand en boze geesten. De legende verhaalt dat Johannes de Doper, op de vlucht voor zijn vijanden, 's nachts moest onderduiken bij vrienden. Een verrader had echter het betreffende huis gemarkeerd door een boeket aan de deurpost op te hangen. De volgende dag leek er een wonder geschied, want aan alle deurposten hing een tros bloemen, waardoor de verblijfplaats van Johannes de Doper verborgen bleef.
Eguzkilore is een distelachtige bloem die zeer overvloedig voorkomt in Baskenland en wordt gelinkt aan Amalur. Het wordt bevestigd aan deuren van de huizen om de djinn, heksen (sorginak), lamia's en boze geesten weg te jagen. Men geloofde dat als iemand het huis probeerde binnen te komen en een Eguzkilore vond, ze moesten stoppen om de vele haren of schutbladen te tellen. Het beschermende vermogen van deze zonnebloem was sterker op de ochtend van Sint-Jansdag dan de rest van het jaar.
De Fernybloem is een magische plant uit de Slavische mythologie en de Baltische mythologie (Estisch: Sõnajalaõis, Lets: Papardes zieds). Volgens de Letse en Estische traditie bloeit de plant alleen op de avond van de Jāņi (middernacht, van 23 juni op 24 juni). Degene die de plant vindt, zal door de varen groot geluk krijgen. Volgens de Slavische traditie brengt de plant geluk, rijkdom en het vermogen om de taal der dieren te begrijpen. De plant is te vinden op de avond voor de dag van Ivan Kupala (Johannes de Doper).
Met de geplukte planten werden ook kransen geweven. In sommige gevallen worden deze op het hoofd gedragen of te water gelaten.

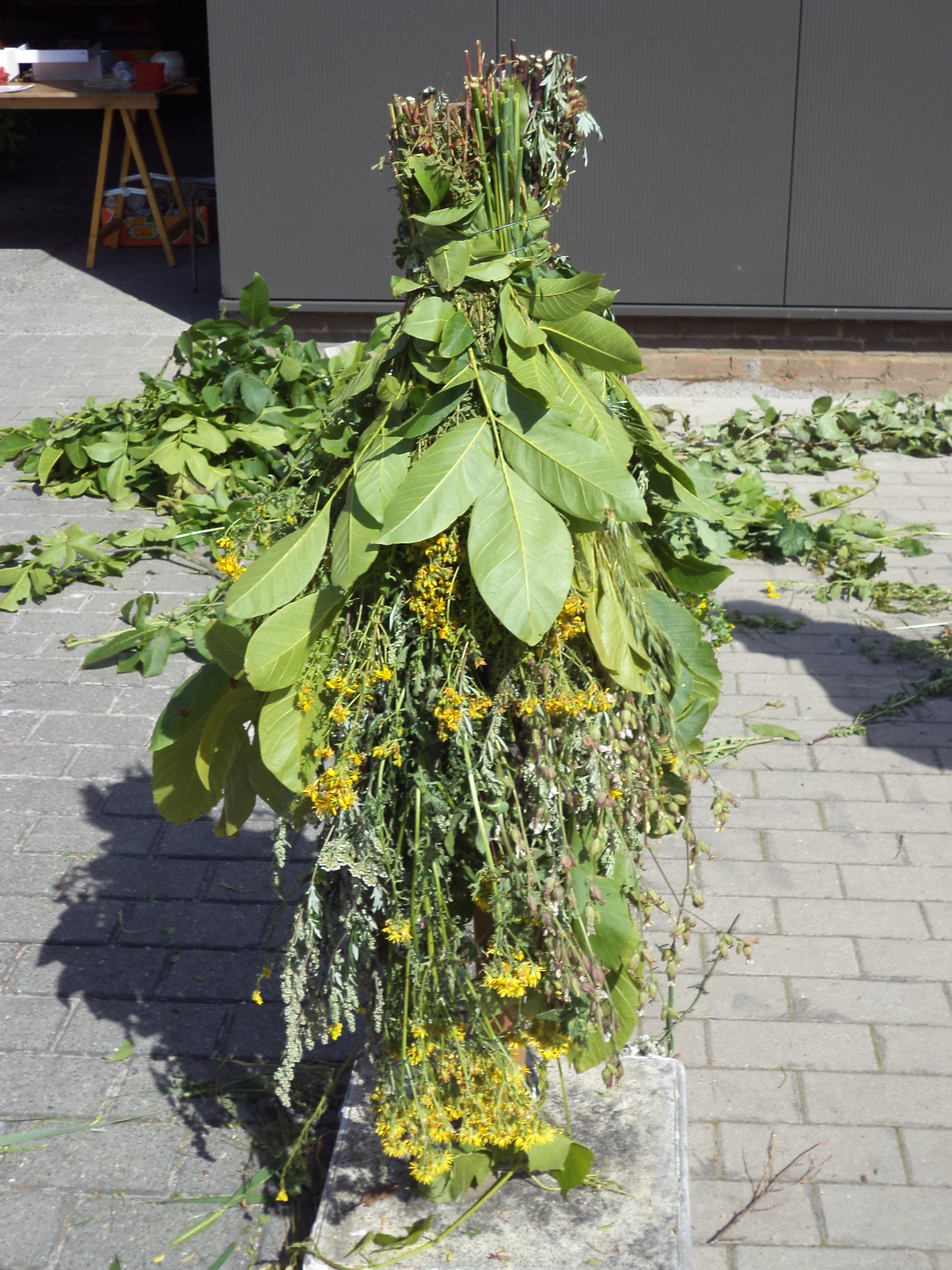
Sint-Janstros bevestigd op een paal
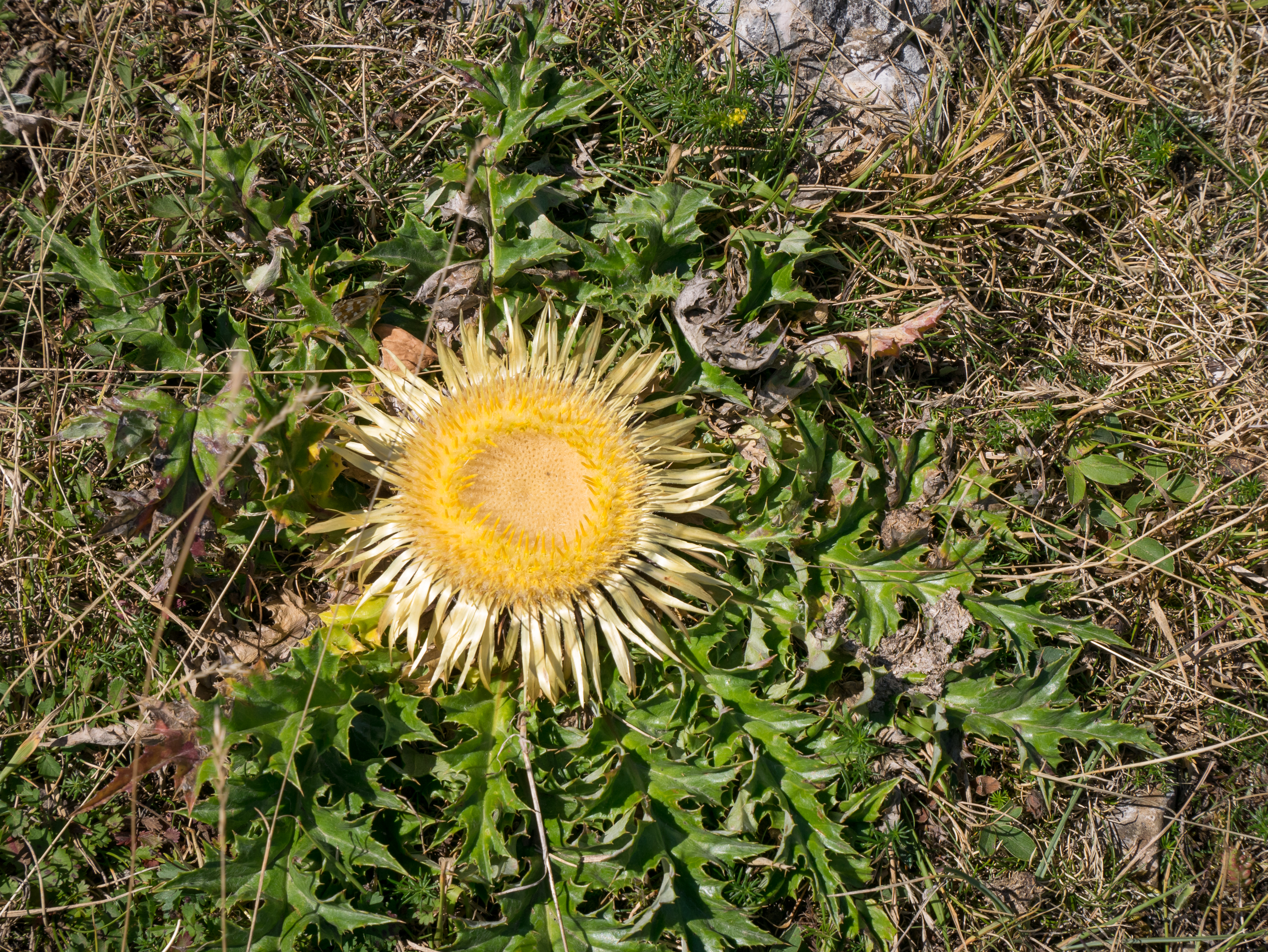
Eguzkilore
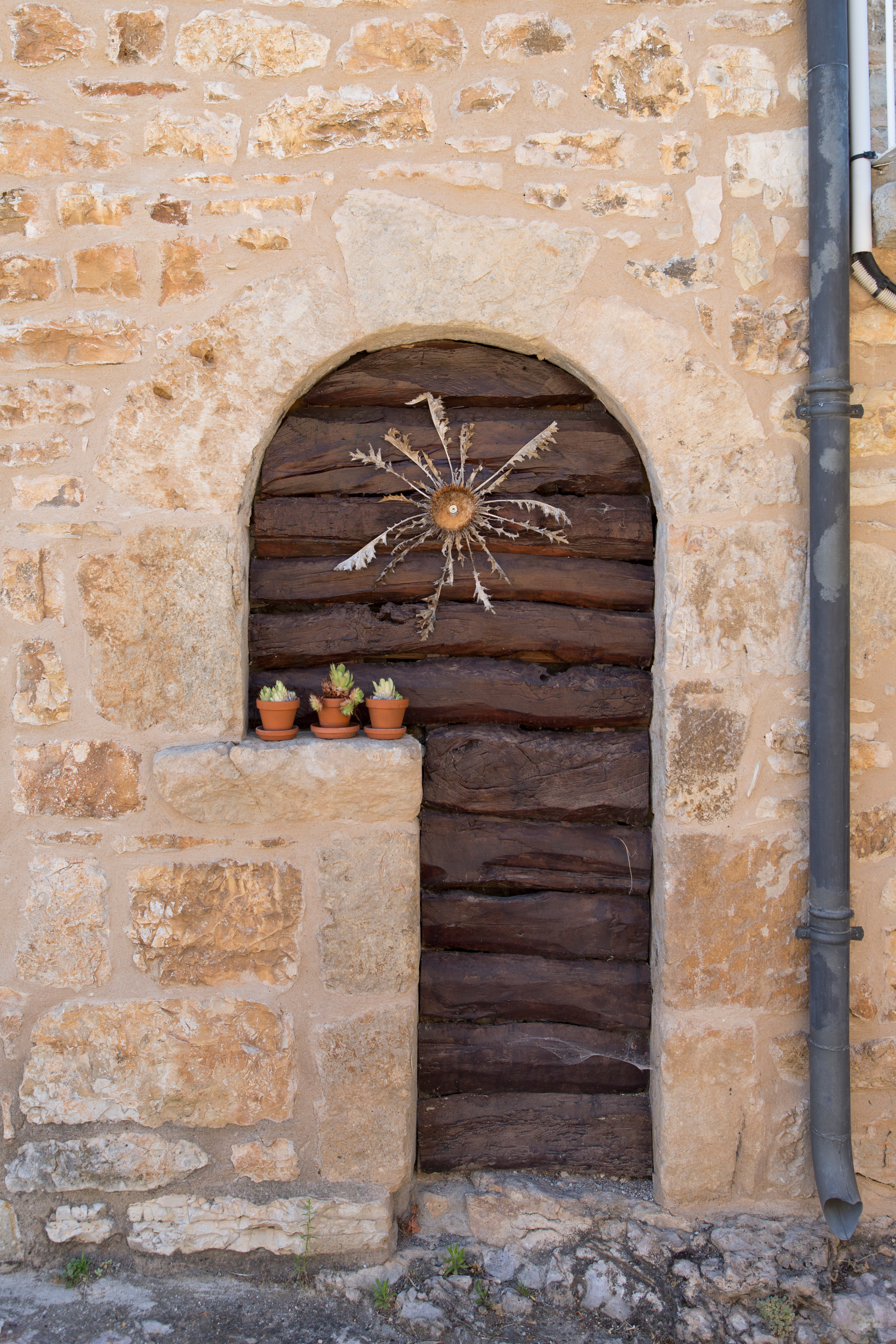
Eguzkilore op een deur
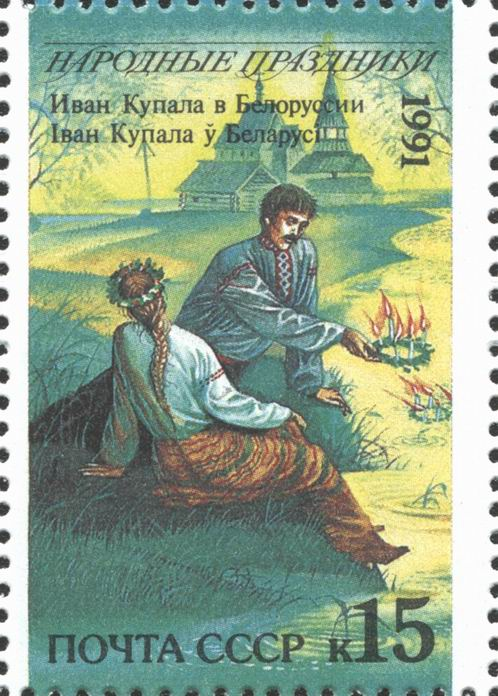
Waarzeggerij met kransen op een postzegel uit Rusland
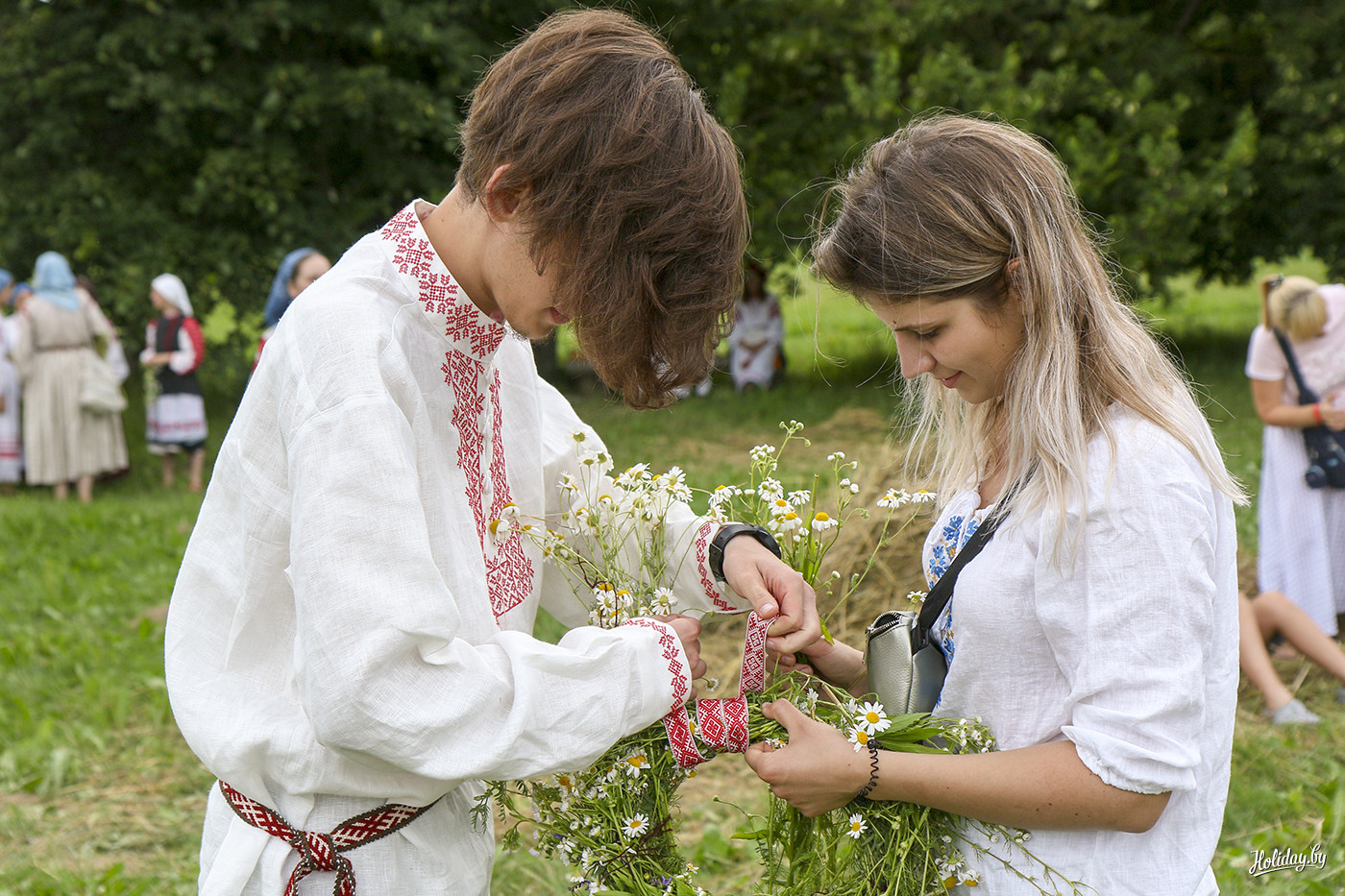
Een krans weven in Belarus voor Ivan Kupala-dag

## Jonsok

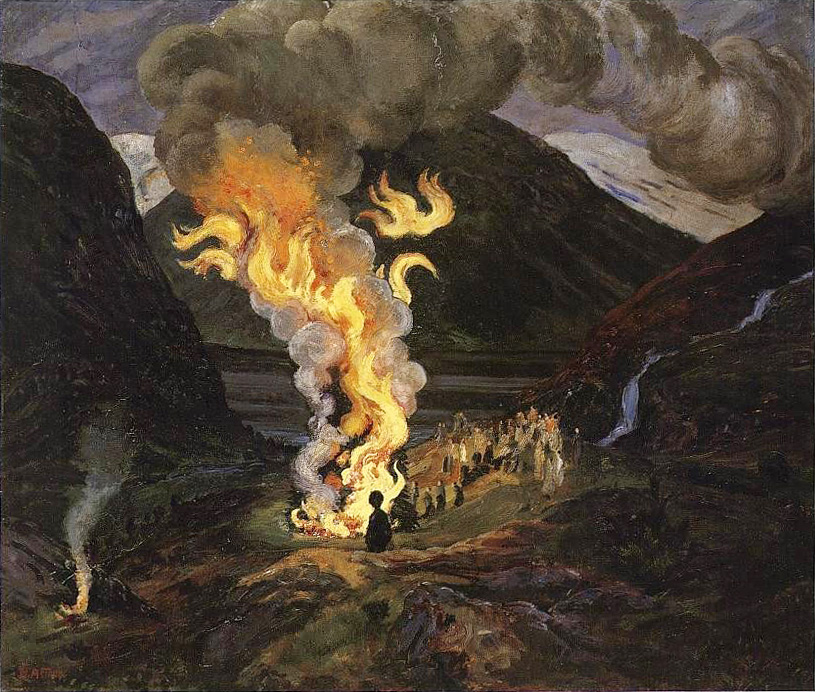
Jonsokbål; vreugdevuur tijdens de avond voor Sint-Jan, Nicolai Johannes Astrup, 1912

Jonsok, ook wel genoemd Sankthans ("Sint-Hans"), is het midzomerfeest zoals men dat nog kent op veel plaatsen in Noord-Europa. Doorgaans wordt er een groot vuur aangestoken in verband met deze viering, die plaatsvindt 's avonds op 23 juni, de vooravond van de feestdag van Johannes de Doper.
"Jon" is een afkorting van Johannes. Sankthans een afkorting voor de gedenkdag van de heilige Johannes (de Doper).

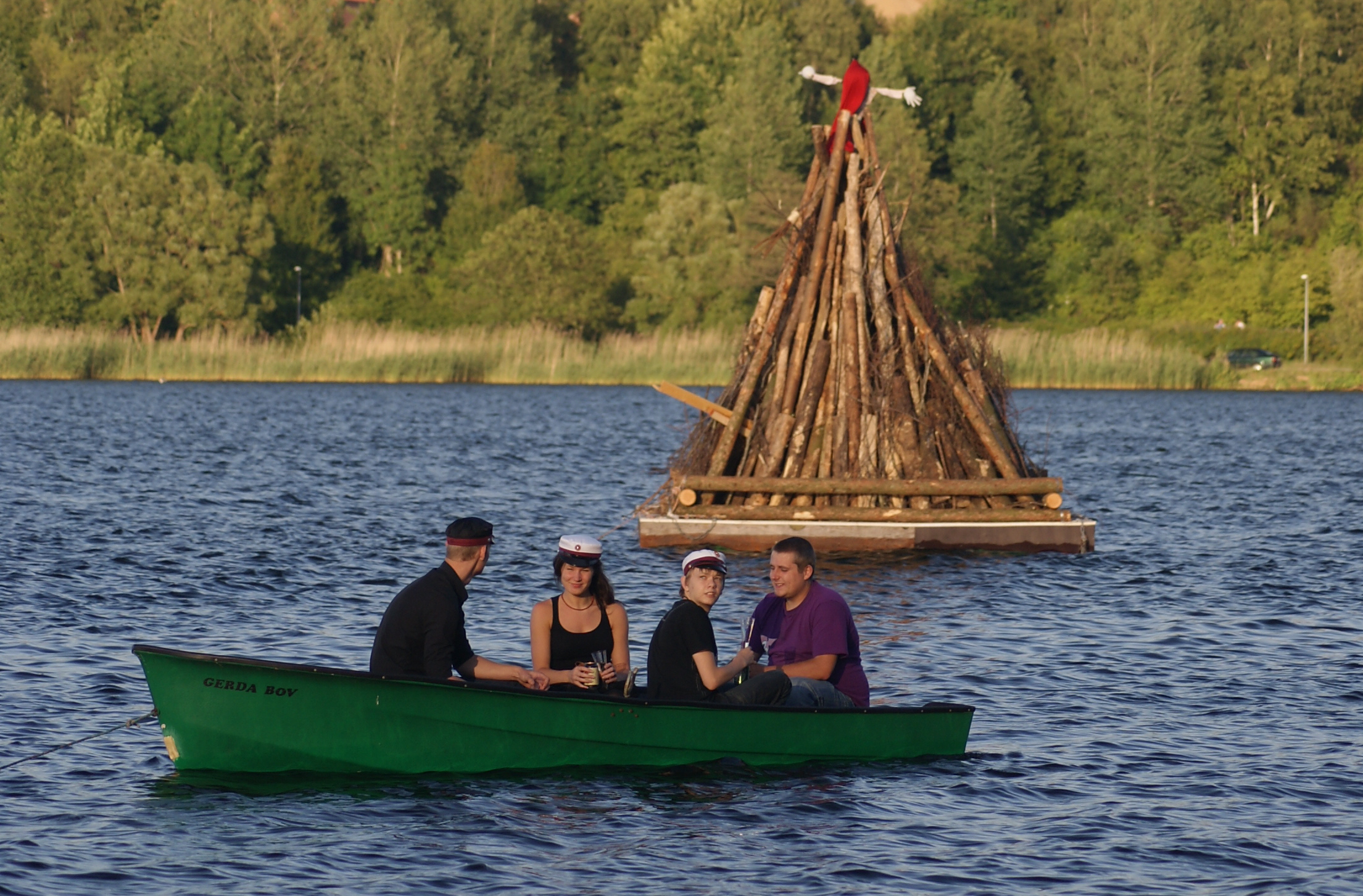
Het vreugdevuur met een heks wordt aangestoken tijdens zonsondergang
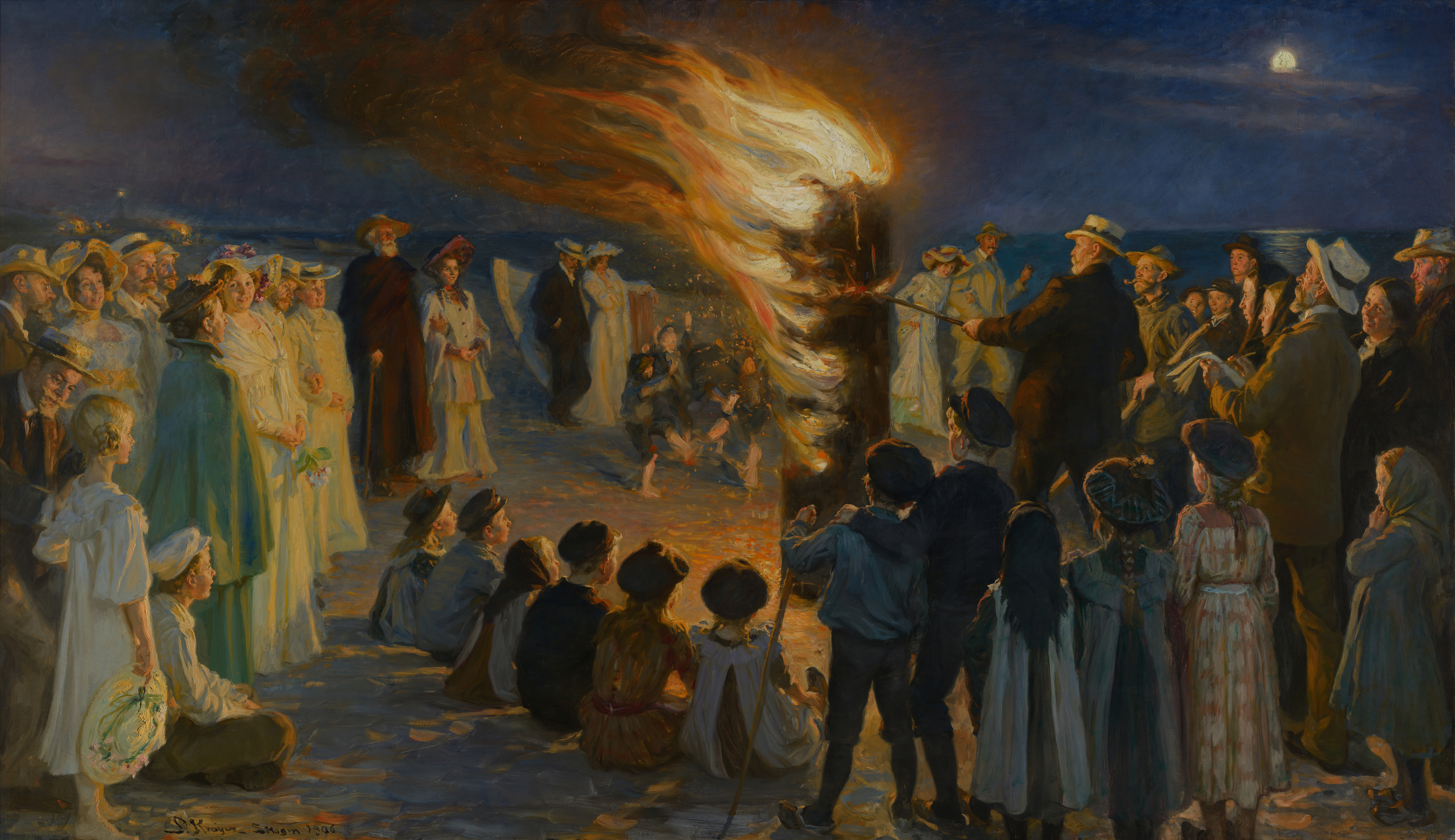
Vreugdevuur tijdens midzomer, P.S. Krøyer, 1906
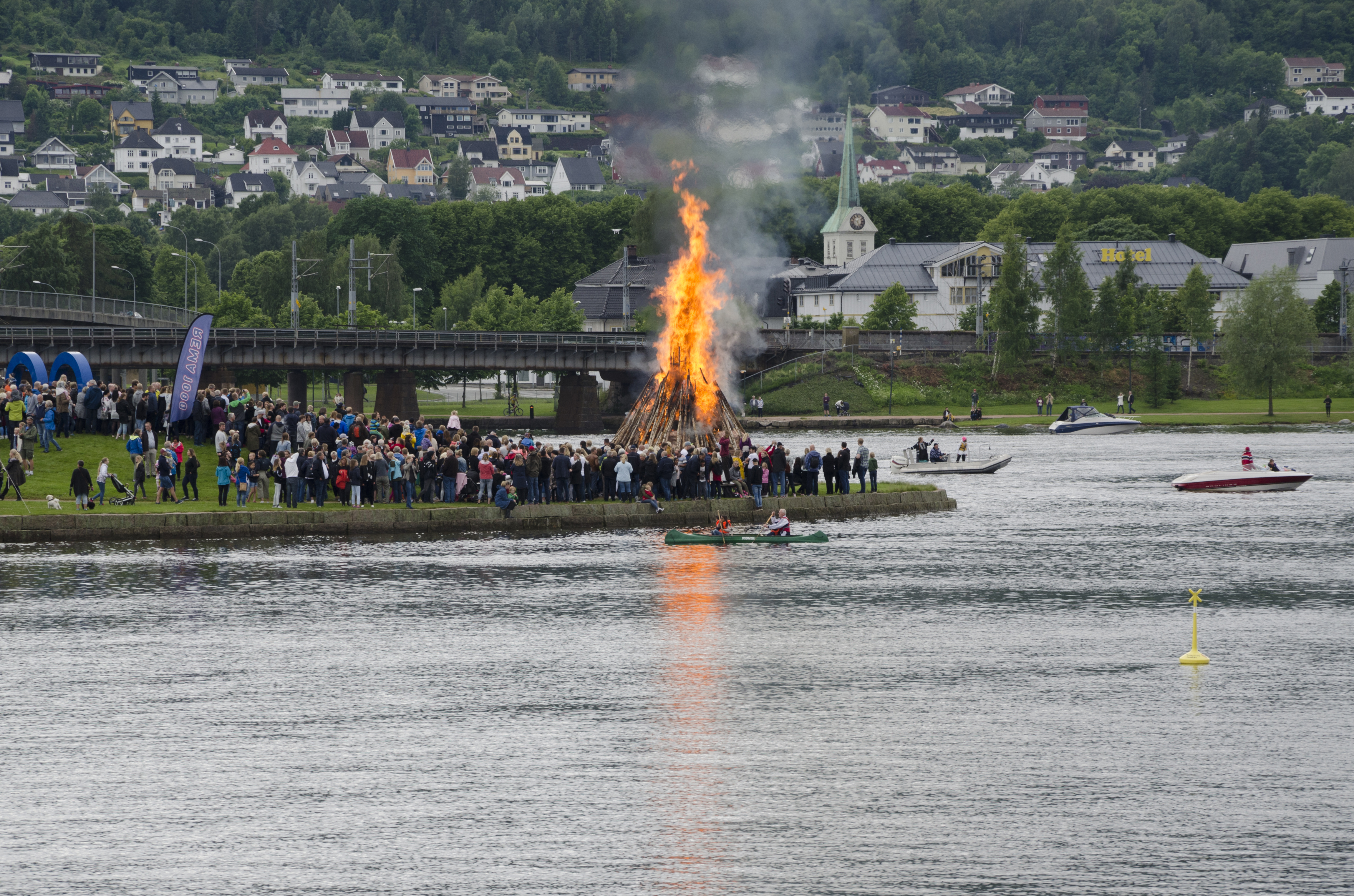
Viering van Sankthans, 2017
Vrouwen kijken naar de vuren van Sankthans, Slott Georg Harald Møller, 1908

## Ivan Kupala-dag

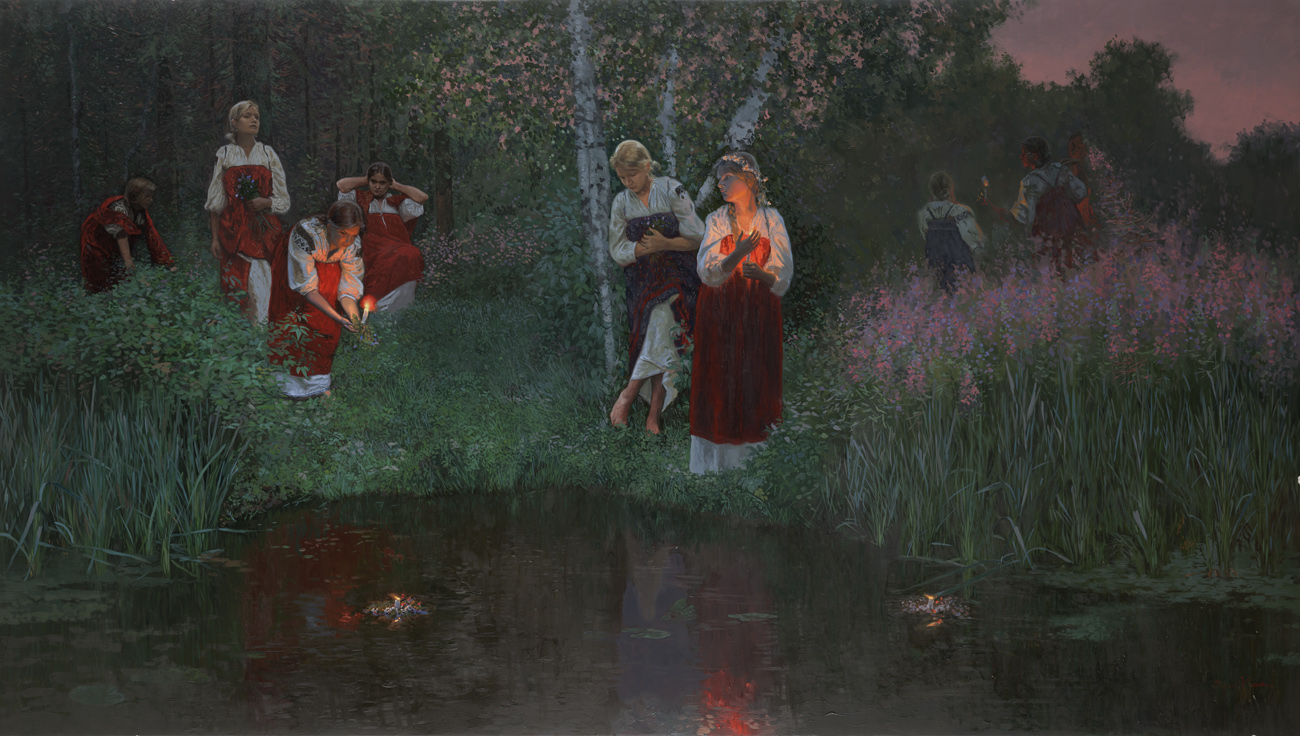
Waarzeggerij met kransen, Semjon Leonidowitsch Koschin

Ivan Kupala-dag (Feest van Johannes de Doper; Russisch: Иван-Купала; Wit-Russisch: Купалле; Oekraïens: Іван Купала; Pools: Noc Kupały) wordt gevierd in Oekraïne, Wit-Rusland, Polen (Mazowsze en Podlasie) en Rusland.

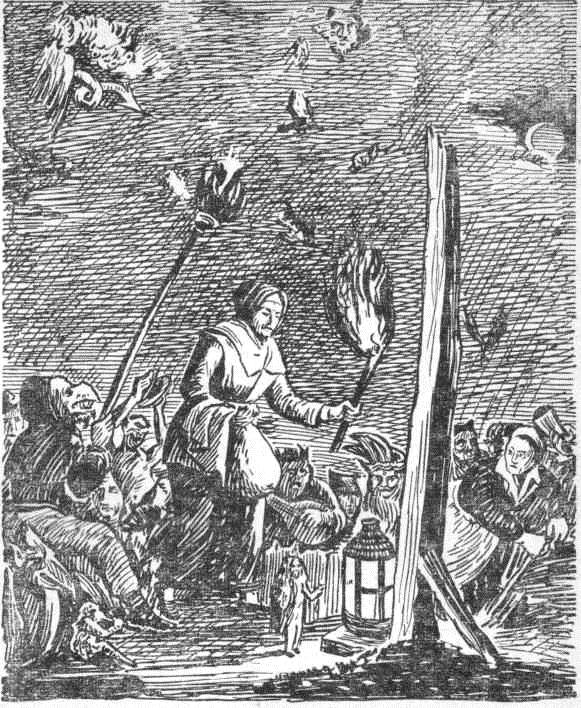
De zoektocht naar de schat in de nacht van Ivan Kupala, D. Teniers, 17e eeuw
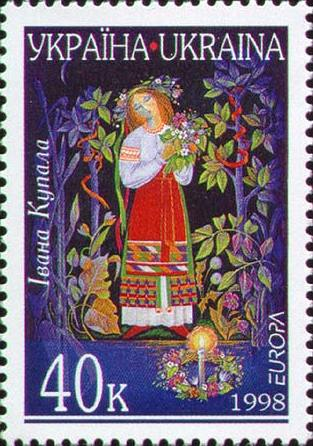
Ivan Kupala-dag op een postzegel uit Oekraïne
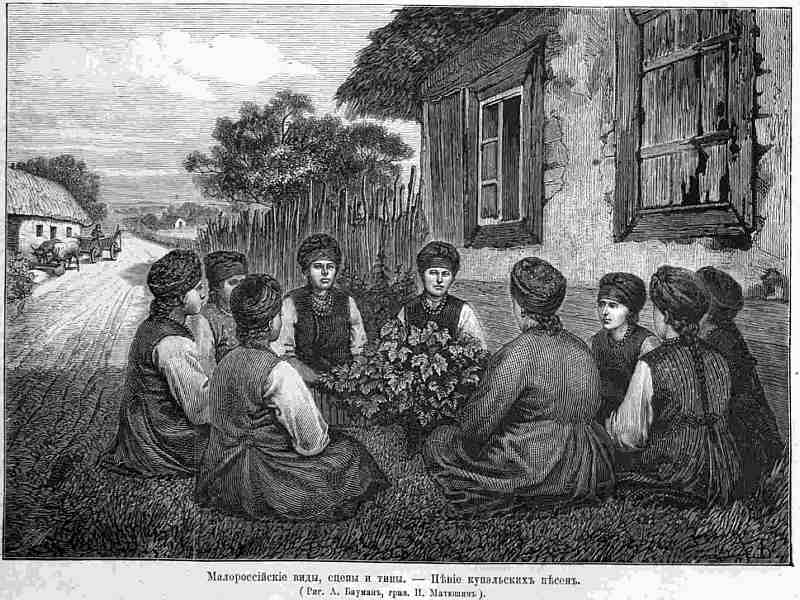
Kupula liedjes zingen, 1879
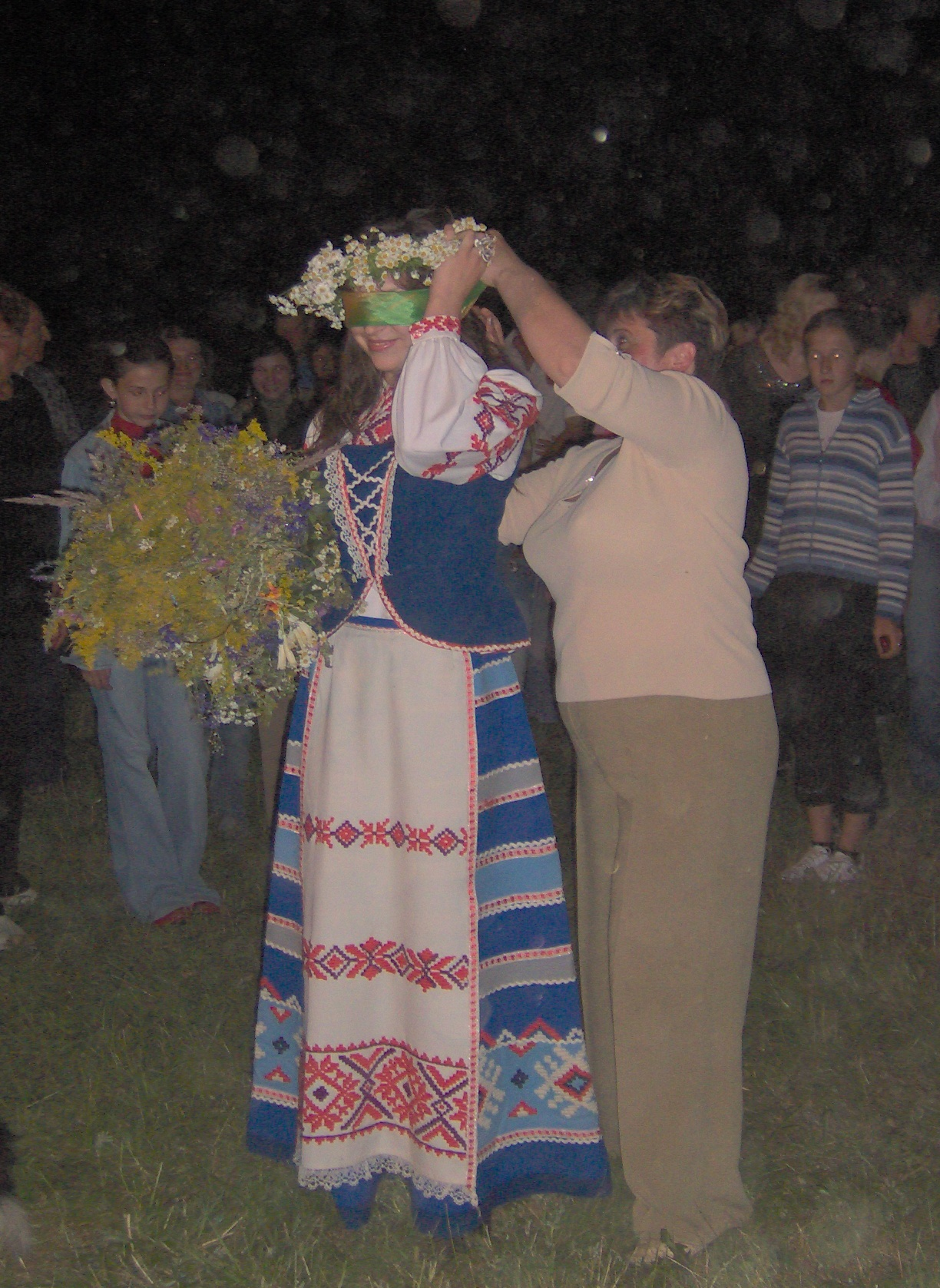
Ivan Kupala Night in Belarus
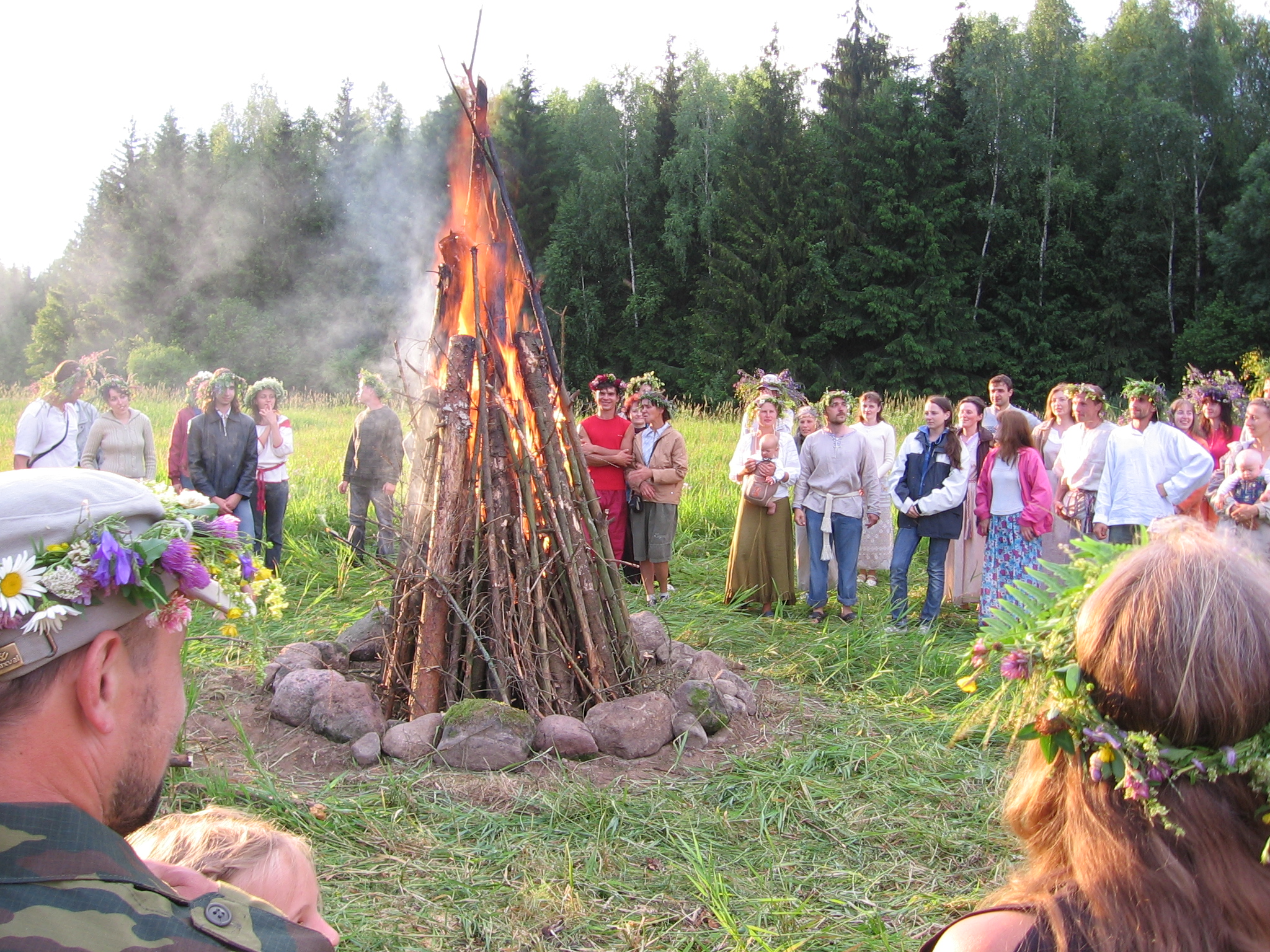
Kupala vreugdevuur
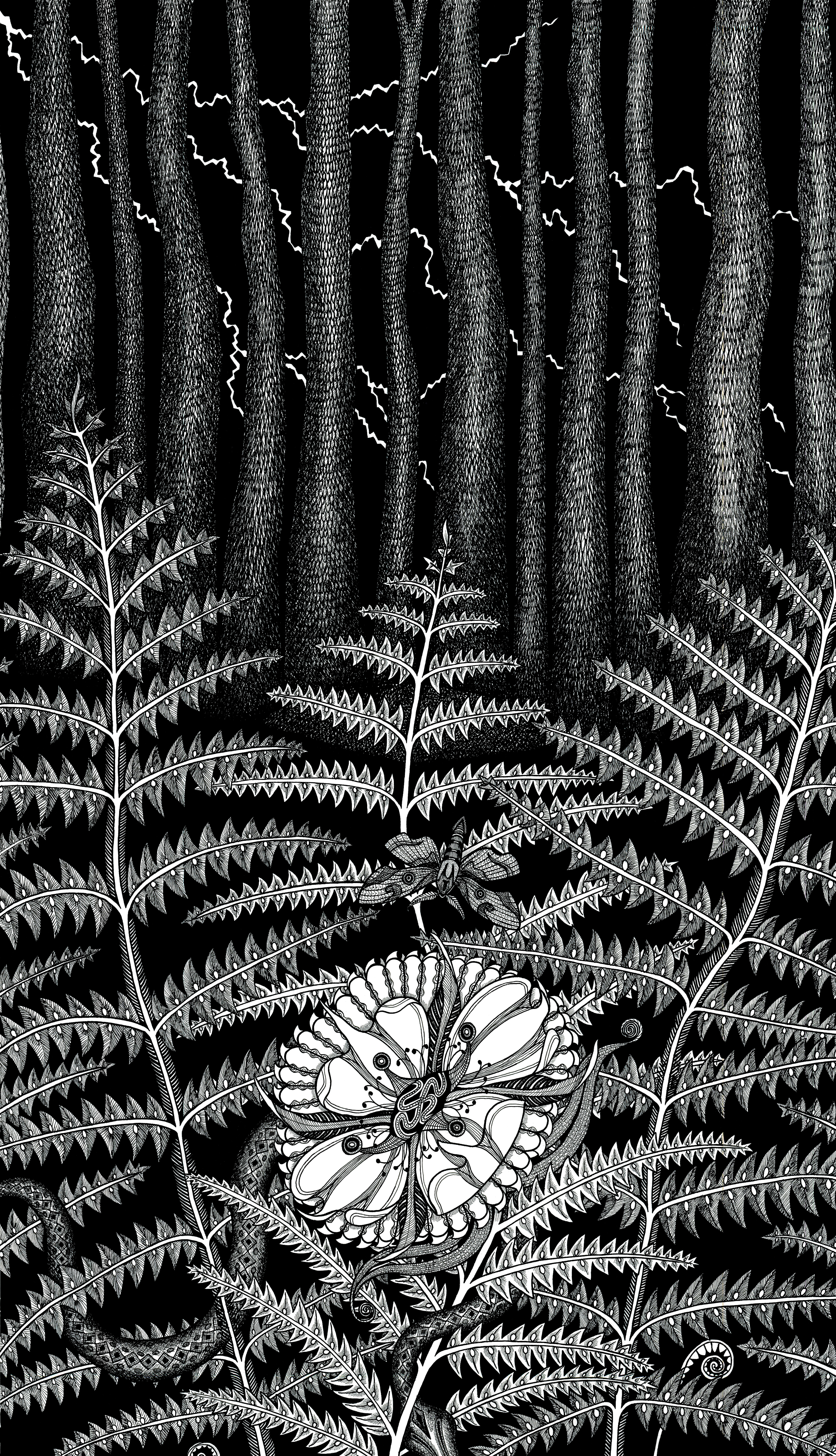
Fernybloem

## Saint-Jean-Baptiste Day

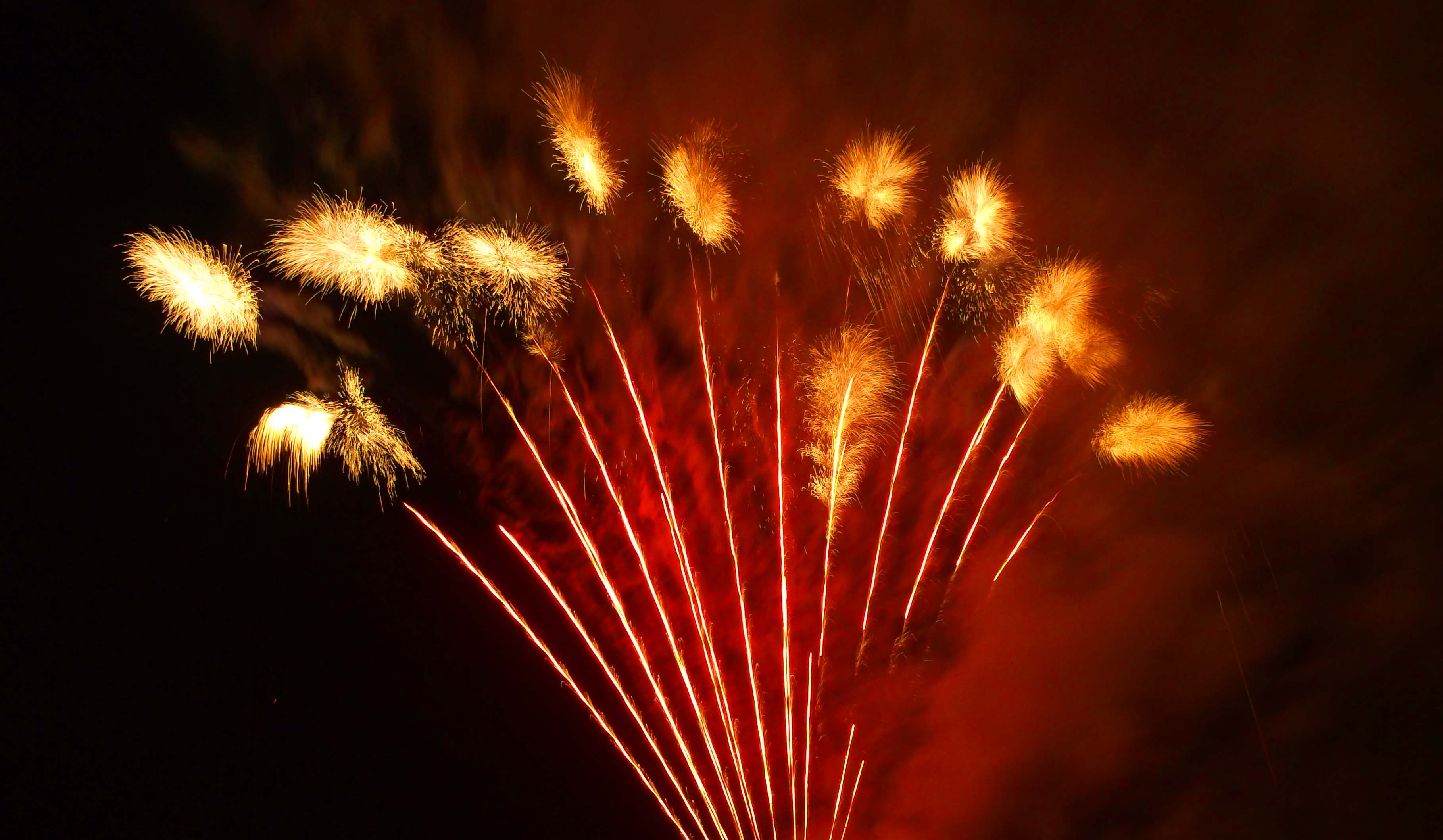
Vuurwerk tijdens Saint-Jean-Baptiste Day

Saint-Jean-Baptiste Day (Frans: Fête de la Saint-Jean-Baptiste, la Saint-Jean, Fête nationale du Québec ), ook in het Engels bekend als St John the Baptist Day, is een feestdag gevierd op 24 juni in de Canadese provincie van Quebec . Het wordt door de Franse Canadezen in heel Canada en de Verenigde Staten gevierd. Het feest werd naar Canada gebracht door Franse kolonisten die de traditionele feestdag vierden van de geboorte van Johannes de Doper. Het werd uitgeroepen tot officiële feestdag in Quebec.

## Jāņi

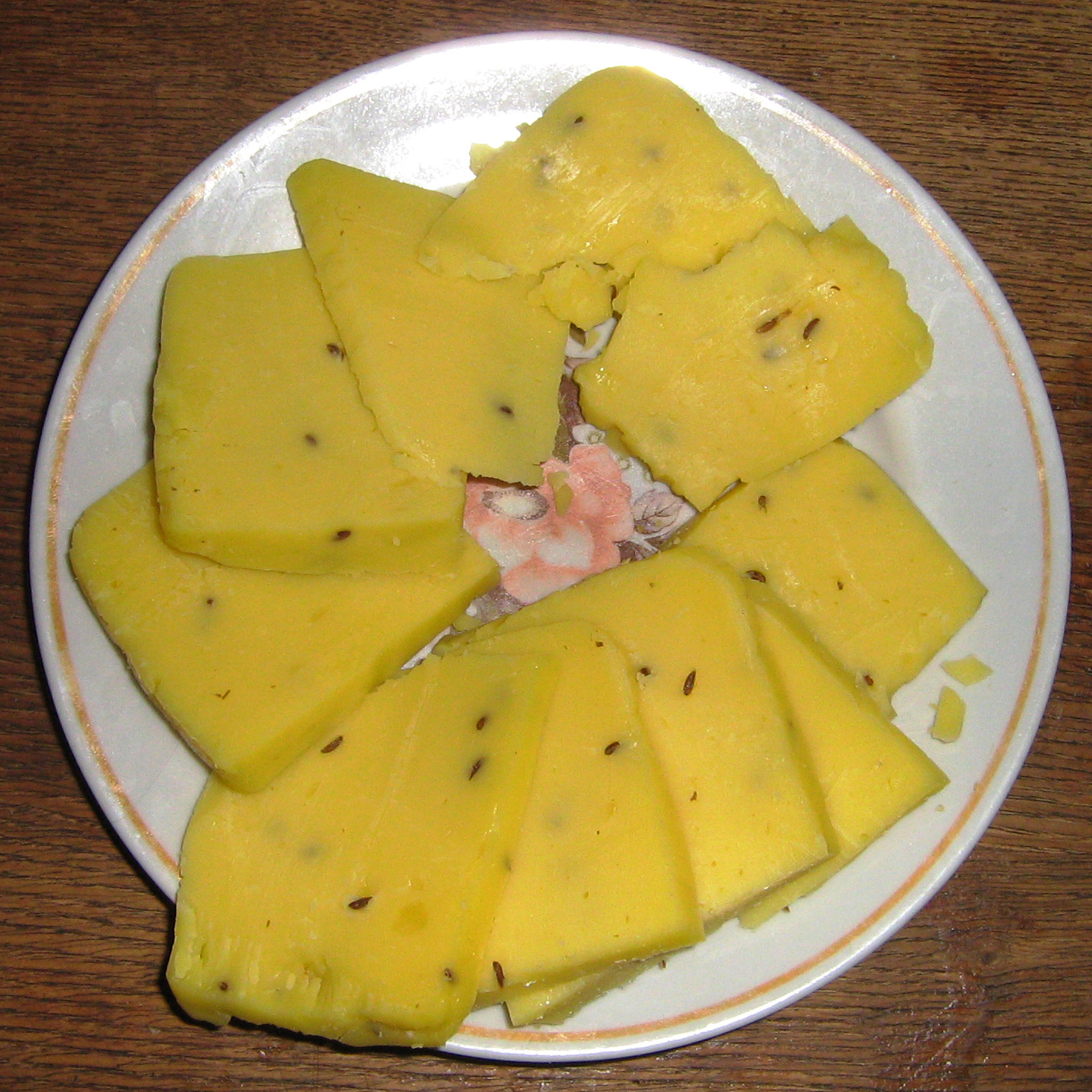
Jāņi-kaas

Plantaardig materiaal, verzameld en gebruikt voor decoratieve, therapeutische en andere symbolische doeleinden, is belangrijk bij de viering van het Letse Jāņi. Het wordt gebruikt om kamers, binnenplaatsen en werven te versieren en tot kransen geweven. Specifieke bomen worden ook gebruikt als bron van materiaal voor decoratie. Berkentakken en eiken takken worden vaak gebruikt, maar espen en els zijn dat niet omdat ze als slecht worden beschouwd. Sommige kruiden werden 's middags verzameld, andere op Jāņi-avond, of op Jāņi-ochtend als ze bedekt waren met dauw.
Tijdens Jāņi wordt het loof van lijsterbessen, eiken, linden en berkenbomen verzameld en opgehangen om huizen, schuren en graanschuren te versieren, maar ook vastgemaakt aan poorten, deuren en auto's. Doornen, distels en brandnetels worden opgehangen om boze geesten en heksen af te weren.
Cirkelvormige kransen gemaakt van bloemen, grassen en eikenbladeren worden geweven en op het hoofd gedragen. Er worden verschillende soorten planten gebruikt om kransen voor mannen en vrouwen te maken. Vrouwen en meisjes dragen kransen van bloemen, grassen en kruiden. Er wordt aangenomen dat kransen die zijn gevlochten met zevenentwintig bloemen en kruiden rampen en ziekten voorkomen en vijanden afstoten. Mannen en jongens dragen kransen van eikenbladeren, die de fysieke kracht van de eikenboom symboliseren. Eikenkransen zouden ook de zegen van paarden en bijen beloven. Samen met Jāņi-kaas en vuren zijn kransen ook symbolen van de zon.
Tijdens Jāņi worden vuren aangestoken en verbrand van zonsondergang tot de volgende ochtend. Er wordt aangenomen dat het vreugdevuur op een hoog punt in het landschap moet worden aangestoken, van waaruit het licht van het vuur kracht en vruchtbaarheid schenkt aan de velden en mensen waarop het schijnt. Over het Jāņi-vuur springen zou het komende jaar geluk en gezondheid brengen.

## Enyovden

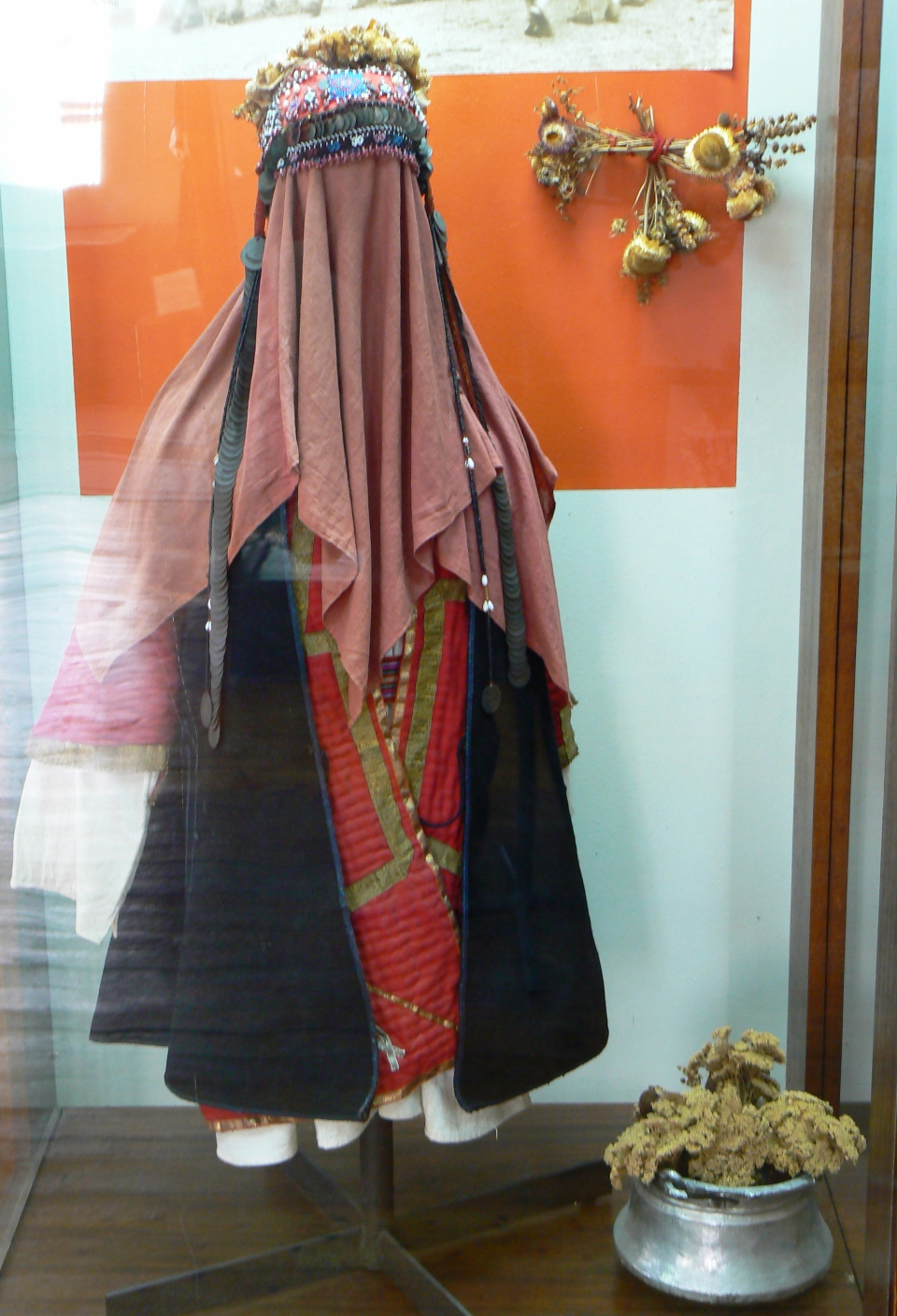
Kostuum voor Envoyden en geplukte bloemen in het etnografisch museum van Burgas

Op midzomerdag vieren Bulgaren Enyovden. Op dezelfde dag viert de oosters-orthodoxe kerk de dag van Johannes de Doper en de riten en tradities van beide feestdagen zijn vaak gemengd. Op die dag kan in Bulgarije ook een vuurgerelateerd ritueel worden uitgevoerd; het is een dans op blote voeten op smeulende sintels en heet Nestinarstvo. Bulgaarse folklore stelt dat de zomer begint op Enyovden. Er wordt gedacht dat in de ochtend van Enyovden, wanneer de zon opkomt, het "knipoogt" en "speelt". Iedereen die de zonsopgang ziet, zal het hele jaar door gezond zijn.
Er wordt aangenomen dat op Enyovden een verscheidenheid aan kruiden de grootste genezende kracht heeft, en dat dit vooral geldt bij zonsopgang. Daarom moeten ze 's morgens vroeg voor zonsopgang worden geplukt. Vrouwen - tovenaressen - gaan zelf kruiden verzamelen om te genezen en charmes te maken.

## Jaanipäev
Jaanipäev werd gevierd lang voordat het christendom in Estland arriveerde. Nadat het land was gekerstend, kreeg het feest deze naam. De komst van het christendom maakte geen einde aan de vruchtbaarheidsrituelen rond deze feestdag. In 1578 schreef Balthasar Russow met enige walging in zijn Livonian Chronicle over Esten die meer belang hechtten aan feesten dan naar de kerk gaan. Hij klaagde over degenen die naar de kerk gingen, maar niet binnenkwamen en in plaats daarvan hun tijd besteedden aan het aansteken van vreugdevuren, drinken, dansen en zingen.
Op Jaaniõhtu (de avond voor Jaanipäev) zullen Esten uit het hele land samenkomen met hun families, of op grotere evenementen, om deze belangrijke dag te vieren met zang en dans, zoals Esten al eeuwen doen. Het bekendste ritueel is het aansteken van het vuur en er vervolgens overheen springen. Dit wordt gezien als een manier om welvaart te garanderen en pech te voorkomen. Evenzo is het niet aansteken van het vuur uitnodigen tot vernietiging van het huis door brand. Het vuur joeg ook ondeugende geesten weg die het koste wat het kost vermeden, waardoor een goede oogst werd verzekerd. Dus hoe groter het vuur, hoe verder de ondeugende geesten wegbleven.

## Jónsmessa
Jónsmessa is een IJslandse feestdag die op 24 juni wordt gevierd. Het is vernoemd naar Johannes de Doper. Volgens de IJslandse folklore krijgen koeien het spraakvermogen, worden zeehonden mensen en is het gezond om naakt in het met dauw bedekte gras te rollen. De IJslandse folklore stelt dat als je op een kruispunt zit, waar alle vier de wegennaar aparte kerken leiden, elfen zullen proberen je te verleiden met eten en geschenken.

## Sânziene

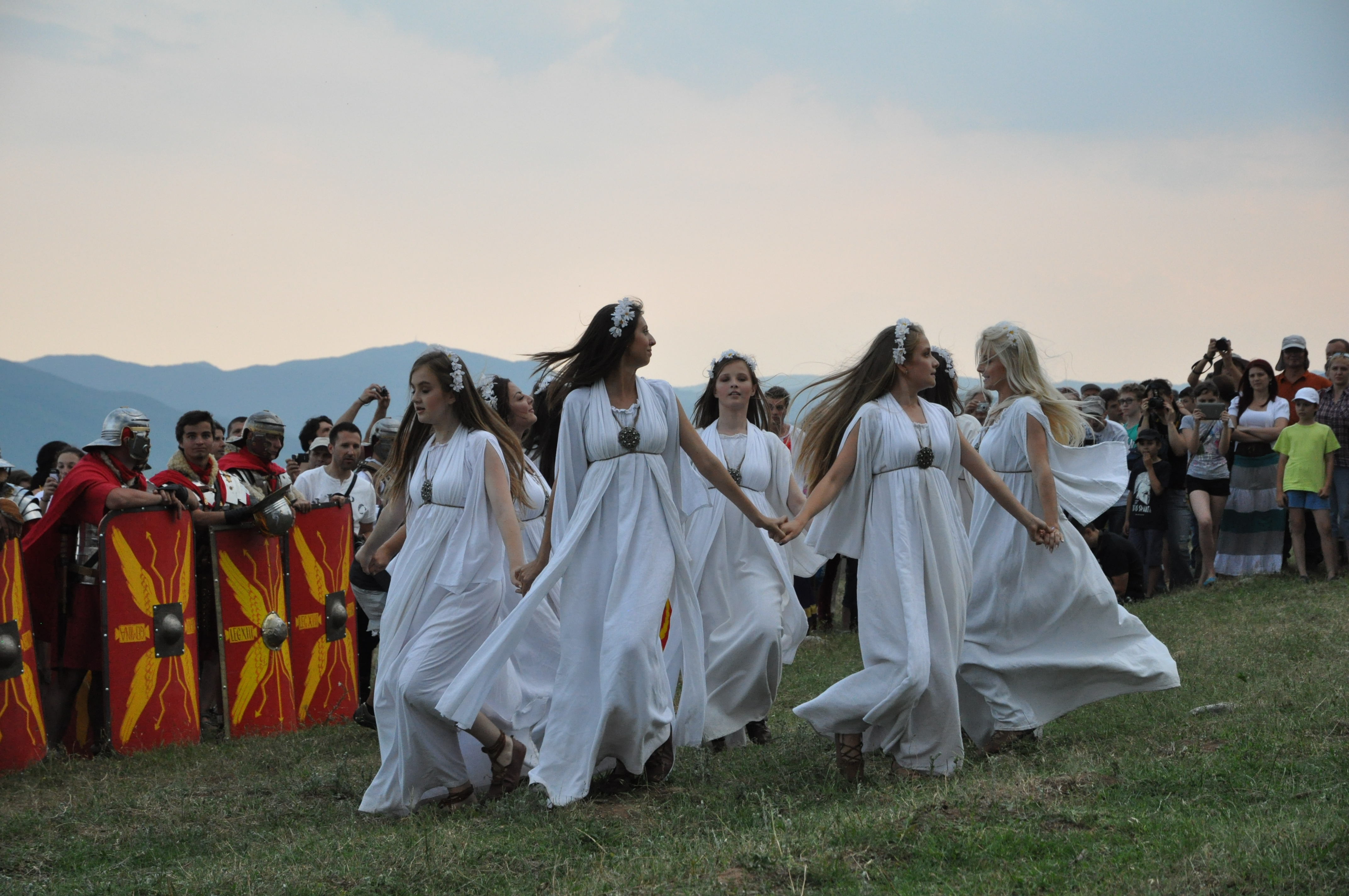
Sânziene

Tijdens Sânziene zullen de mooiste meisjes in het dorp zich in het wit kleden en de hele dag doorbrengen met het zoeken naar en plukken van bloemen, waarvan er één Galium verum moet zijn. Met behulp van de bloemen die ze overdag hebben geplukt, vlechten de meisjes bloemenkronen die ze dragen als ze bij het vallen van de avond naar het dorp terugkeren. Daar ontmoeten ze hun geliefde en dansen ze rond een vreugdevuur. De kransen worden over de huizen geworpen, en wanneer de krans valt, wordt er gezegd dat er iemand in dat huis zal sterven. Als de kroon op het dak van het huis blijft, zullen de eigenaren een goede oogst en rijkdom krijgen. Net als bij andere vreugdevuurvieringen, wordt het springen over de sintels, nadat het vreugdevuur niet meer woedt, uitgevoerd om de persoon te zuiveren en ook om gezondheid te brengen.
In sommige gebieden van de Karpaten maken inwoners een rad en steken dit in brand, waarna ze het van een heuvel duwen.
Een ander volksgeloof is dat tijdens de Sânziene-avond de hemelen zich openen, waardoor het de sterkste nacht is voor magische spreuken, vooral voor de liefdesbetoveringen. Er wordt ook gezegd dat de planten die tijdens deze nacht worden geoogst, enorme magische krachten zullen hebben.
Het is echter niet verstandig om als man 's nachts te wandelen tijdens de Sanziene-avond, want dat is de tijd dat de feeën in de lucht dansen om de gewassen te zegenen en de mensen gezondheid te schenken. Ze houden er niet van om gezien te worden door mannen, en wie ze ziet zal worden verminkt of de feeën zullen hun gehoor/spraak afnemen of ze gek maken.

## Wattah Wattah

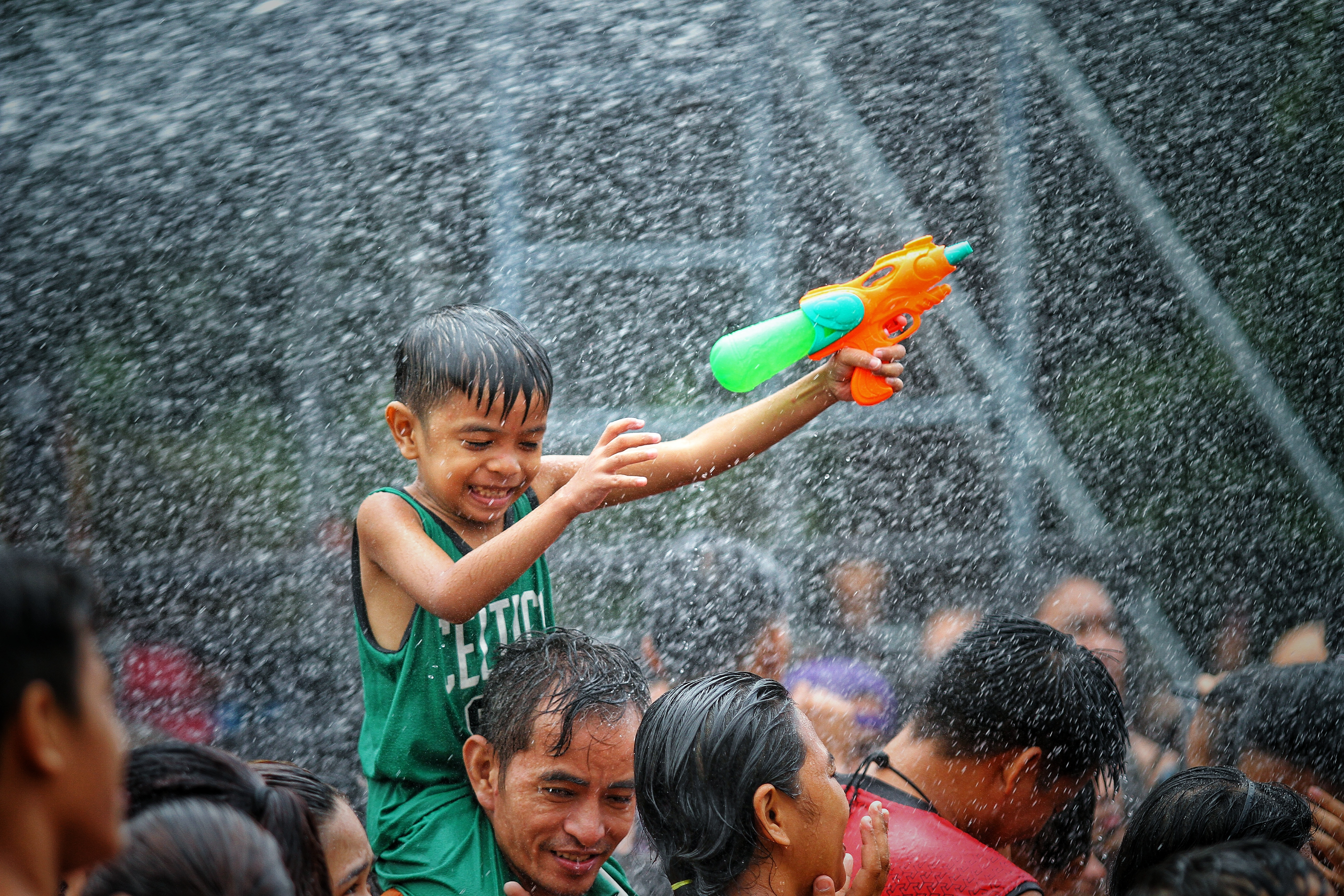
Het natmaken van mensen tijdens Wattah Wattah

Het Wattah Wattah festival of Basaan festival (letterlijk: overgieten van water) is het feest van St. Johannes de Doper in de Filipijnen. Naast de geboortedag van de heilige maagd Maria is het de enige geboortedag van een heilige die wordt gevierd, de meeste andere heiligen worden herdacht op de dag van hun overlijden of een andere belangrijke datum.
Zowel kinderen als volwassenen staan in een rij op straat en voorbijgangers worden royaal met water overgoten om hen aan hun doop te herinneren.